# La Aldea de Puy de Cinca
La Aldea de Puy de Cinca (en aragonés, Pui de Cinca) es una localidad española en el municipio de Secastilla, comarca de la Ribagorza, Huesca, Aragón.

## Toponimia
La palabra Puy proviene del latín "podium", que significa colina o pueyo, siendo el significado de Puy de Cinca "la colina del Cinca". 

## Historia
La primera mención de la población es en el 1174, cuando aparece citado como Puy de Cincha, sus momentos de mayor esplendor fueron los siglos XVI y XVII, siendo una población con mayor peso que Secastilla.
En 1414 la población es donada junto con Clamosa por el rey Fernando I a Juan de Moncayo, pasando desde entonces a formar parte de la Baronía de Clamosa.
En 1571, las iglesias de Puy de Cinca y "Lardea" (La Aldea), pasaron a formar parte del obispado de Barbastro, tras su erección como tal tras la bula In eminenti del papa Pío V.
En 1578, Martín de Bolea y Castro, señor de Siétamo, Marqués de Torres y también de la población de Puy de Cinca, probablemente a través de su herencia de la familia de los Castro permitió a Lupercio Latrás convocar a sus vasallos de Clamosa y Puy de Cinca a favor de la causa del Conde de Ribagorza.
Tres años más tarde, en el 1581 Martín de Bolea patrocinó unas reformas importantes en la ermita del Romeral, ya que esta estaba fuertemente vinculada a su herencia materna de los Castro.

## Patrimonio

### Patrimonio religioso
- Iglesia de San Esteban, templo de orígenes románicos pero que fue reformado en los siglos XVI y XVII.[3] En su forma románica original solamente constaba de una nave aunque tras las reformas pasó a tener tres, obteniendo entonces también capillas laterales y una torre campanario de cuatro cuerpos, que se levantaba sobre la sacristía.
- Ermita del Romeral, edificio de planta rectangular con ábside semicircular cubierto por una bóveda de cañón apuntada.[3]
- Ermita de San Pedro mártir, construida a inicio del siglo XVIII, se encuentra a escasos 150 metros de la iglesia parroquial y se trata de un templo moderno de una nave y de testero recto realizado en mampostería cubierto con teja árabe a dos aguas.[4]
- Ermita de San Martín, construida a inicio del siglo XVIII.
- Ermita de Santa Águeda, construida a inicio del siglo XVIII.

### Patrimonio civil
- Casa Vidal,[a] casa de gran tamaño que contó con una capilla privada en la primera planta dedicada a San Roque de planta rectangular cubierta con bóveda de lunetos, con un pequeño espacio absidial semi-ovalado con paredes decoradas con pinturas ornamentales y de tipo vegetal. destacando cigüeñas y granadas como símbolo de fecundidad y abundancia.. Actualmente en estado de ruina.[2]

## Demografía
Tuvo su pico de población en el 1860, cuando contó con 216 habitantes y treinta casas abiertas, mientras que en el 1900 ya contaba con 155 habitantes, que fue la fecha que pese a pequeñas variaciones, fue la que mantuvo hasta el momento de abandono en los años 60  debido a la inundación de sus campos por el embalse del Grado aunque posteriormente en el 2014 volvió a ser habitado por una pareja de neorrurales.
| Gráfica de evolución de La Aldea de Puy de Cinca entre 2014 y 2020 |
|                                                                    |
| Población según el padrón municipal de 2014 a 2020 del INE.        |

## Cultura

### Fiestas principales
El 8 de septiembre se celebraban las fiestas grandes en honor a la Virgen del Romeral mientras que el 26 de Diciembre se celebraban las menores en honor a San Sebastián.

### Fiestas menores
Además de las festividades relacionadas con sus dos templos principales la población contaba con un ciclo festivo bien marcado:
- 5 de febrero, donde para la fiesta de Santa Águeda se celebraba misa en su ermita de la población, se encendían hogueras y se realizaba una alifara, una comida comunal pagada por un anfitrión con motivo de una celebración, que era pagada por las mujeres de la población.
- Lunes de Pascua, se realizaba  una romería a la ermita de San Martín junto con los habitantes de otros pueblos como Secastilla, La Aldea, Clamosa, Pano, Panillo, Lapenilla y Grustán.
- 29 de abril, cuando se realizaba una fiesta en la ermita de San Pedro Mártir, teniendo una misa y un reparto de limosna.
- 9 de mayo, cuando se subía en romería a la cruz de San Gregorio a realizar la bendición de los términos, aunque también existía una cruz similar en el camino hacia Graus denominada de "La Figuera".
- 23 de junio, Fiesta de San Juan, como en otras poblaciones se "sanjuanaban" para evitar las enfermedades, al igual que se sacaba la ropa a tender al exterior para evitar que la polilla la atacase.
- 16 de agosto, en determinados momentos de peste en los que alguno o varios miembros de la familia Vidal se veían afectados se realizaba una festividad votiva en la capilla familiar de la casa, participando toda la población.
- 12 de octubre, cuando se celebraba la Fiesta del Pilar en donde Casa Plana organizaba los actos litúrgicos.